# Laacher See
El Laacher See (pronunciación en alemán: /ˈlaːxɐ ˈzeː/), también conocido como lago Laach, es un lago de caldera volcánica con un diámetro de 2 km, el más grande de Renania-Palatinado, Alemania. Está ubicado en el este de Vulkaneifel, cerca de la abadía de Maria Laach en Ortsgemeinde de Glees. Se formó en la caldera del volcán Laacher después de su última erupción, ocurrida en el año 10 930 a. p. (año radix 1950), y según investigaciones recientes en el año 11 056 a. p. La desgasificación que se puede observar como mofetas en el área sureste del lago son signos de vulcanismo latente.

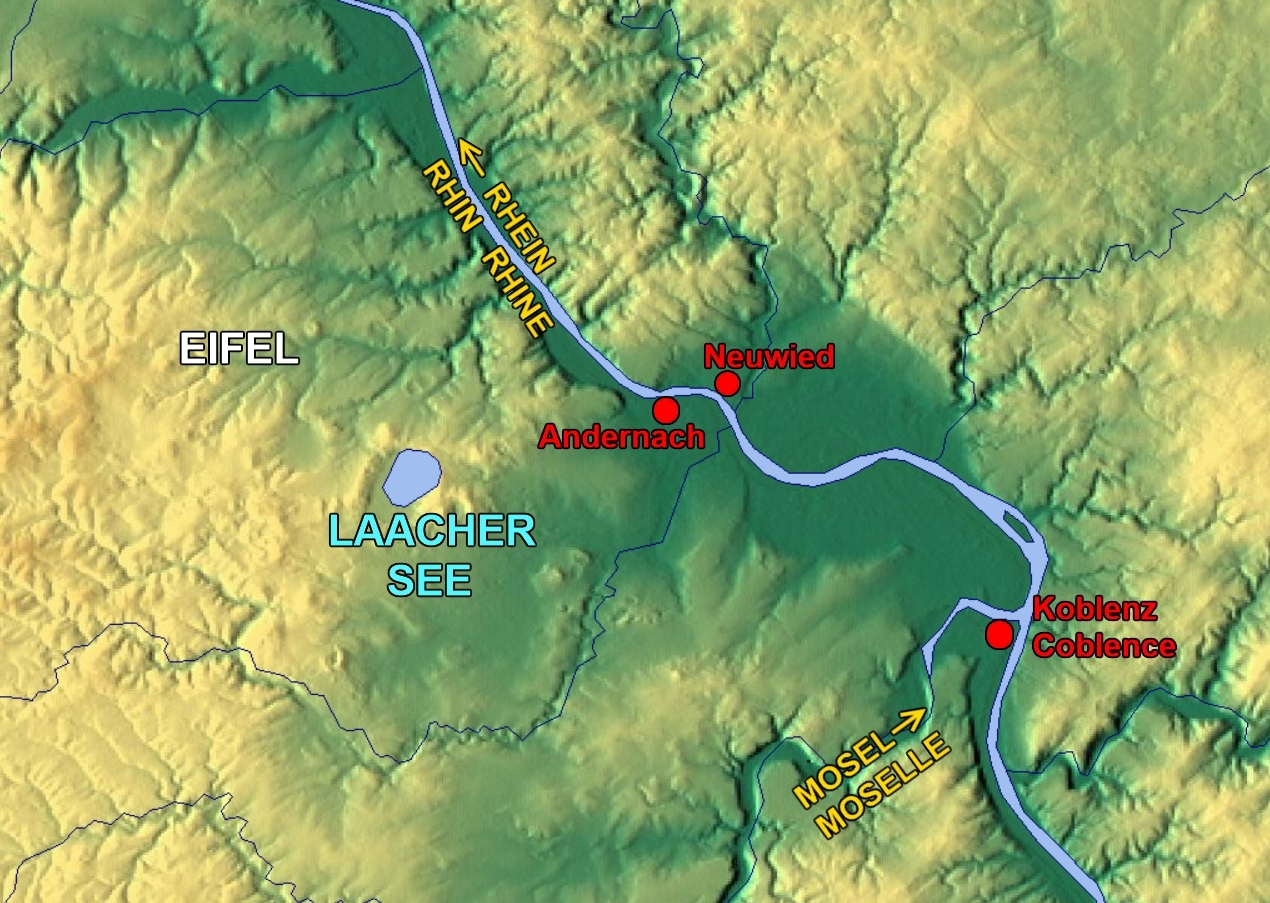
Mapa topográfico de Laacher See y sus alrededores

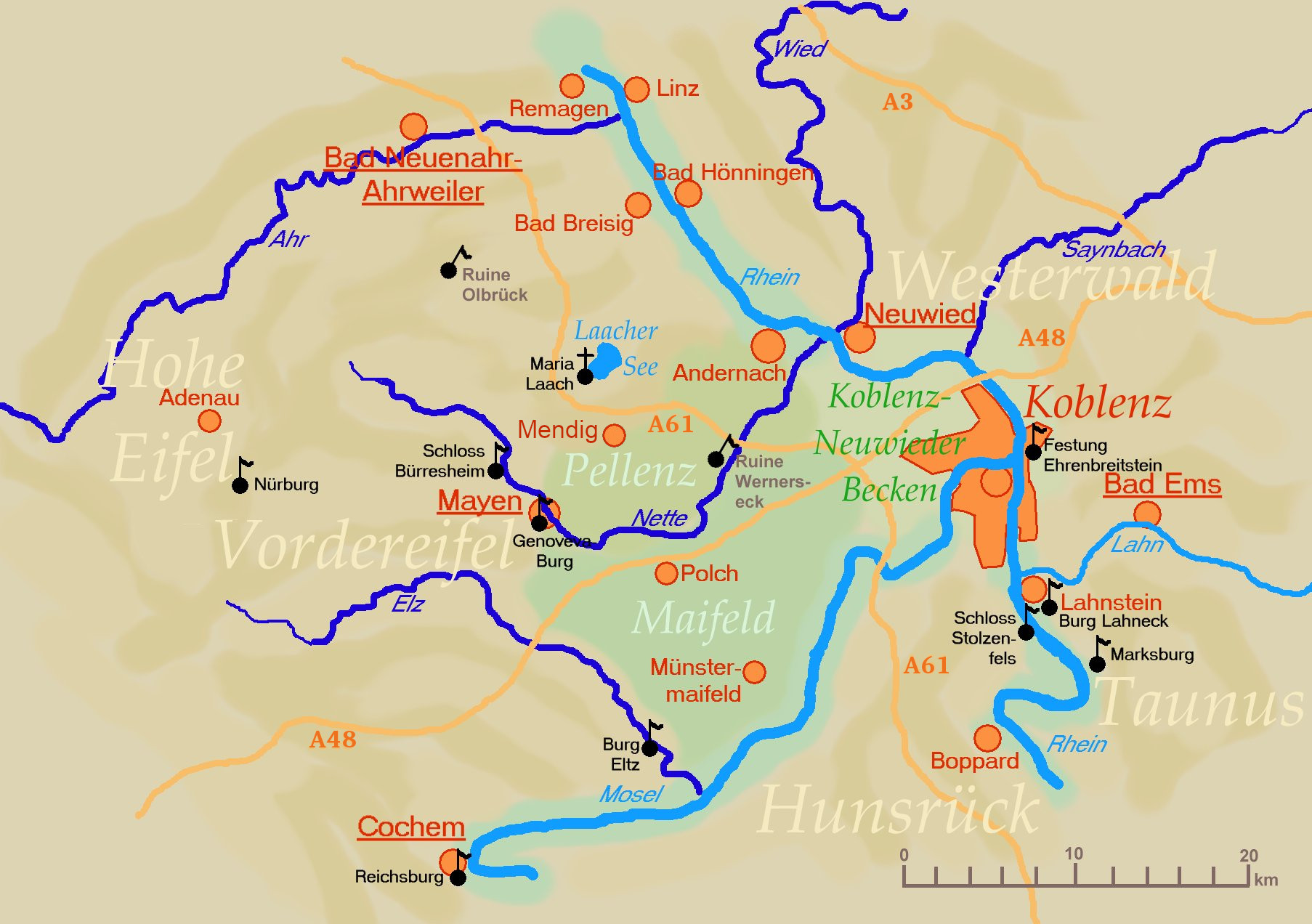
Mapa paisajístico de Vordereifel

## Etimología
La palabra Laach proviene del antiguo alto alemán lacha, y está relacionada con la palabra alemana actual Lache, procedente  del latín lacus que simplemente significa lago. El nombre Laacher See es, pues, una tautología. Laach también ha pasado al lugar y al monasterio. La abadía pasó a llamarse Maria Laach por los jesuitas en 1863.

## Descripción
Con una superficie de alrededor de 3,3 km² y una profundidad de 51 m, el lago tiene forma ovalada y es el más grande de Renania-Palatinado. Se encuentra en Vordereifel (área volcánica del este de Eifel) a 8 km de la ciudad de Andernach, 37 km de Bonn, 24 km de Coblenza y 11 km de Mayen. Es de fácil acceso a través del cruce de la autopista A 61 a 3 km al norte de Mendig.

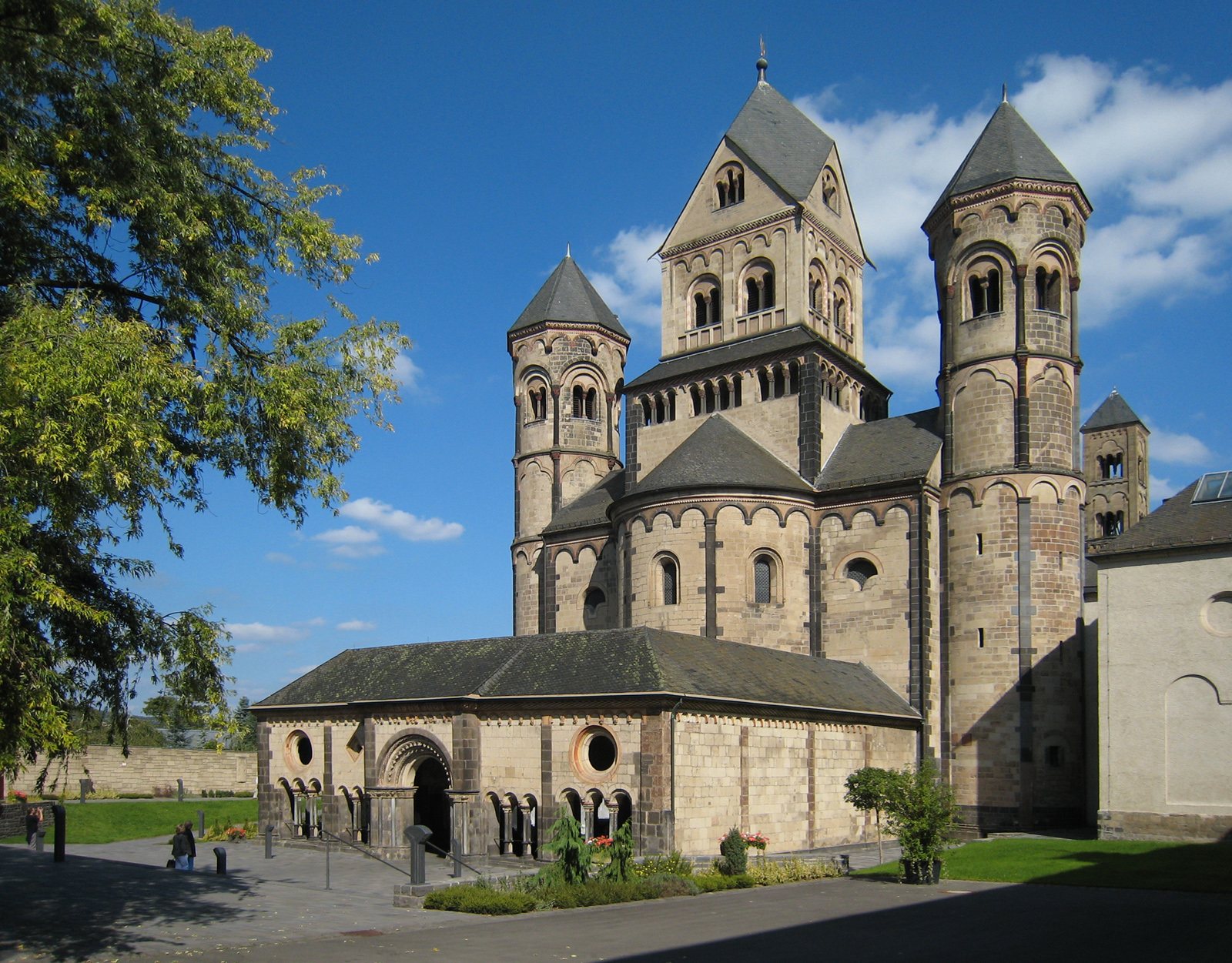
Santa María Laach.

En el lado occidental se encuentra la abadía benedictina de Santa Maria Laach (Abbatia Lacensis), fundada en 1093 por Enrique II de Laach de la Casa de Luxemburgo , primer conde palatino del Rin , que tenía su castillo frente al monasterio sobre la orilla oriental del lago. [ cita requerida ]
El lago está completamente rodeado por un muro de unos 125 m de altura y de altos bancos. La lava se extraía para piedras de molino desde la época romana hasta la introducción de los rodillos de hierro para moler el grano. Se alimenta principalmente de aguas subterráneas y no tiene salida natural. Se encuentra a 275 metros sobre el nivel del mar y la superficie del agua en la zona originalmente variaba hasta 15 metros, lo que dificultaba la agricultura. Según Klaus Grewe, en la Edad Media bajo mandato del abad Fulbert (1152 a 1177), se construyó un túnel de 880 metros de largo hacia el sur para drenarlo. Este túnel llamado de Fulbert, estaba destinado a proteger la propiedad del monasterio de las inundaciones. Según investigaciones más recientes, el túnel de Fulbert incluso podría haber sido creado en época romana. Entre 1840 y 1845, las familias Delius y von Ammon, entonces propietarias del monasterio y del lago, construyeron un túnel paralelo de aproximadamente 5 metros más profundo, para bajar el nivel del agua al nivel actual, como medida para ganar tierras y pastos. El lago perdió alrededor de un tercio de su superficie de agua a través de los dos socavones.

## Geología y actividad volcánica

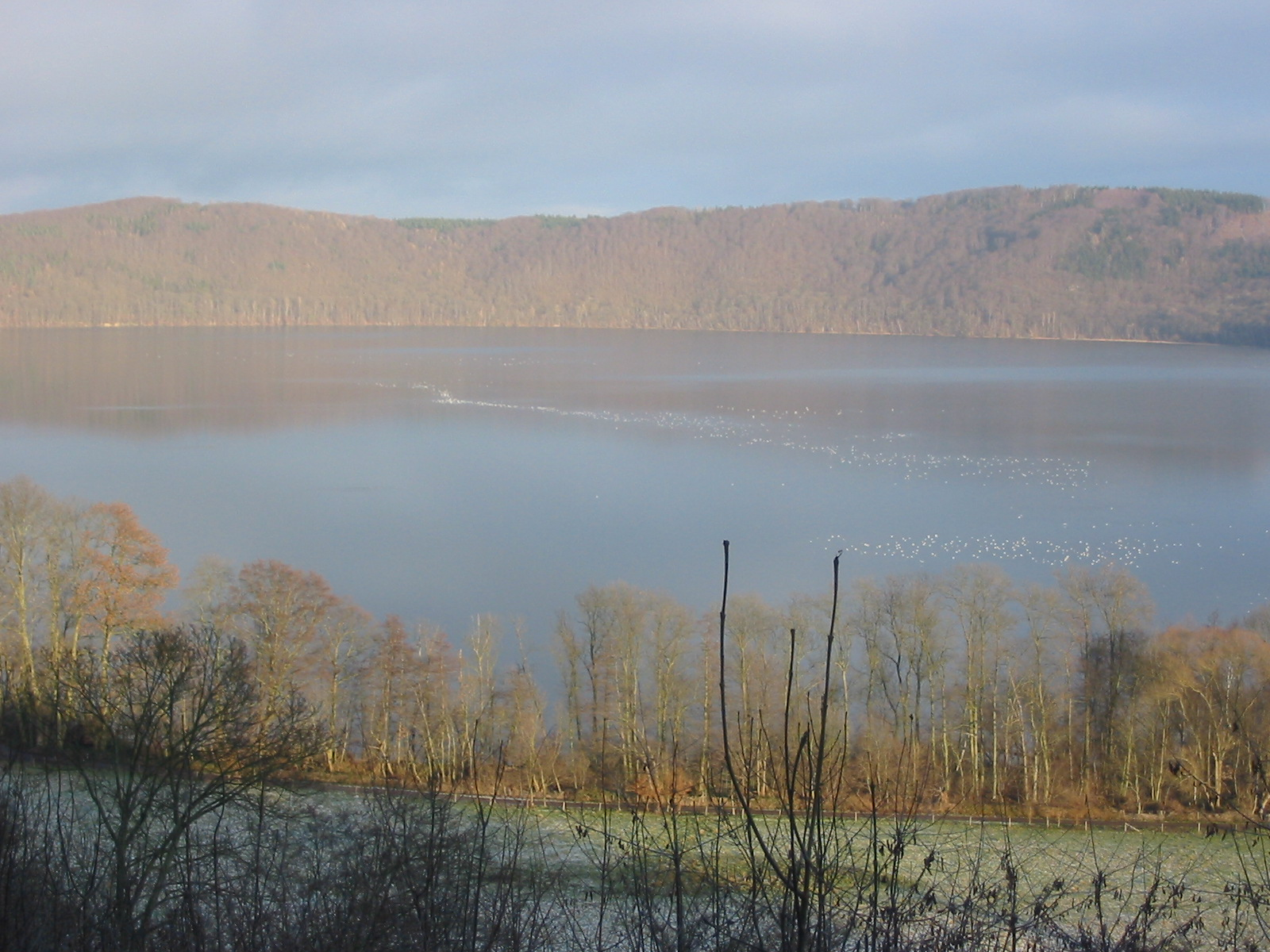
El Laacher See en invierno, desde la costa suroeste

Iglesia de la abadía de María Laach

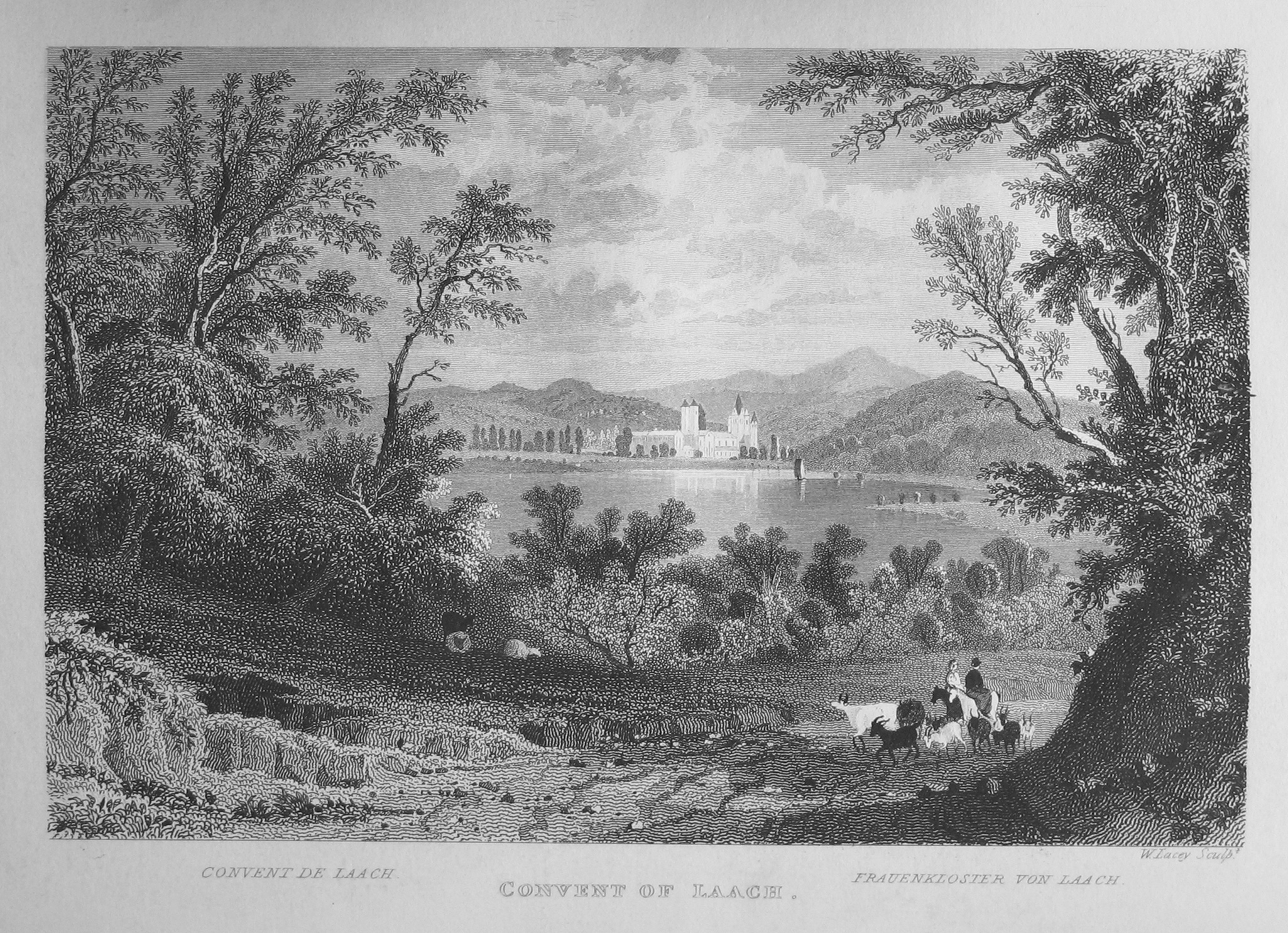
El Laacher See con la abadía benedictina de Maria Laach alrededor de 1832, grabado según Tombleson

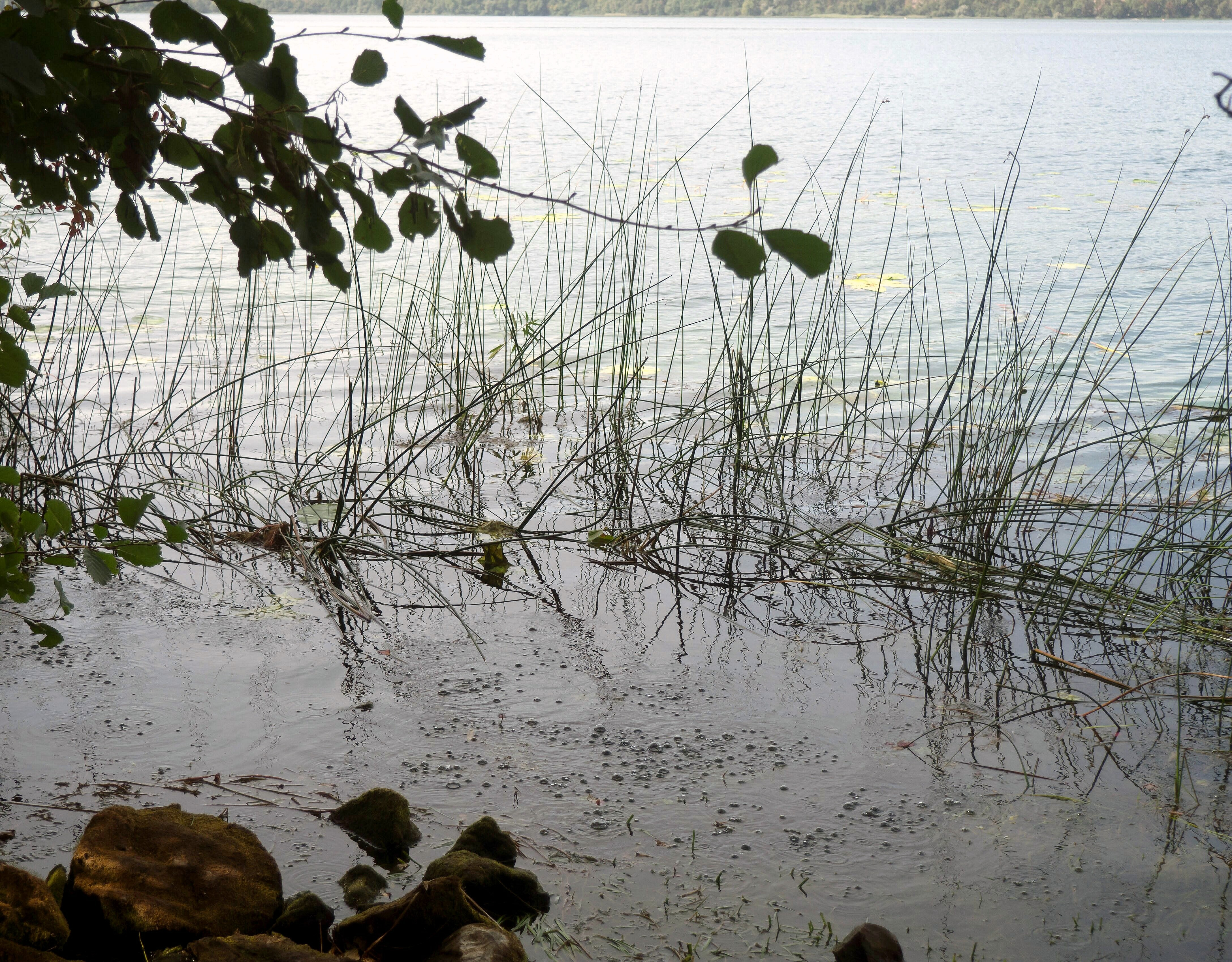
Mofetas en la orilla este

El vulcanismo en Alemania se remonta a millones de años atrás, relacionado con el desarrollo del Sistema Europeo de Grietas Cenozoicas, que fue causado por la colisión entre las placas africana y euroasiática, pero se ha concentrado en explosiones asociadas con la carga y descarga de hielo durante los avances y retrocesos de los glaciares.
Aunque a menudo se hace referencia a Laacher See como el maar (lago de cráter volcánico) más grande de Vulkaneifel, geológicamente no es ni un maar ni un cráter volcánico, sino una caldera llena de agua, una cuenca más o menos circular formada por el hundimiento del techo del que ha surgido una cámara de magma vacía debajo del volcán. Con el tiempo, tal caldero puede llenarse de agua. Además del vecino Wehrer Kessel, Laacher See es la caldera más grande de Eifel y la única en Europa Central que está llena de agua.

### La Erupción
La última erupción del volcán, que creó esta caldera, fue hace unos 13 000 años. Una investigación de 2021 lo fecha en 13 006 ±9 a. p., es decir aproximadamente un siglo antes de la fecha asumida anteriormente, alrededor del año 10 930 a. p. La erupción duró sólo unos pocos días y consistió en una fase pliniana principal, que se inició y finalizó con explosiones freatomagmáticas.
Enormes cantidades de ceniza volcánica y piedra pómez fueron expulsadas, cubriendo el área de hasta siete metros de espesor hasta el valle del Rin. El material expulsado obstruyó el estrecho valle del Rin en la Puerta de Andernach y los depósitos de tefra de la erupción represaron el Rin, creando un lago de 140 km², que se extendió a través de la cuenca del Neuwied hasta el Alto Rin. Cuando se rompió la presa, una inundación repentina barrió río abajo, dejando depósitos en lugares tan lejanos como Bonn. La erupción de Laacher See, rica en azufre, se discute como el desencadenante de la anomalía climática de la glaciación Dryas Reciente. 
Las explosiones iniciales de Laacher See, que tuvieron lugar a fines de la primavera o principios del verano, derribaron árboles a una distancia de hasta cuatro kilómetros. El magma abrió una ruta hacia la superficie que entró en erupción durante unas diez horas, alcanzando probablemente el penacho una altura de 35 kilómetros. La actividad continuó durante varias semanas o meses, produciendo corrientes piroclásticas que cubrieron valles a diez kilómetros de distancia con tefra pegajosa. Cerca del cráter, los depósitos alcanzaron más de cincuenta metros de espesor, e incluso a cinco kilómetros de distancia todavía tienen diez metros de espesor. Todas las plantas y animales en una distancia de unos sesenta kilómetros al noreste y cuarenta kilómetros al sureste debieron de haber sido aniquilados. 
El volumen total expulsado fue de aproximadamente 6 km³ de magma, lo que corresponde a aproximadamente a 16 km³ de masa volcánica suelta (tefra), equivalente a un valor de 6 en la escala de 0 a 8 del índice de explosividad volcánica (IEV).
La erupción fue una vez y media la magnitud de la erupción del Pinatubo de 1991 o seis veces la magnitud de la erupción del Monte St. Helens de 1980. Los depósitos más finos de las nubes de ceniza todavía se pueden encontrar en sedimentos cuaternarios como un estrecho horizonte de piedra pómez transportado hasta Suecia y el norte de Italia. La formación fue nombrada Laacher See-Tephra (LST) por Bogaard y Schmincke en 1984.  Los geocientíficos y arqueólogos lo utilizan como indicador para la datación y, a nivel nacional, como un horizonte guía del Allerød.
El material volcánico extraído era predominantemente del tipo fonolítico, conteniendo proporciones progresivamente más altas de material máfico más primitivo solo en la tercera fase. Hay desacuerdo sobre la cantidad total de material. Se habla de 6 km³ de DRE correspondientes a 16-20 km³ de masas sueltas, pero también se discute una discrepancia con la cámara de magma asociada, que solo permite una cantidad significativamente menor (10 %) de material extraído. Tampoco está claro si hay uno, dos o más centros de brotes.  
El aumento de CO 2 en la zona costera sureste del lago (llamadas mofetas) todavía muestra la actividad volcánica en la región (parque volcánico). Los vulcanólogos y geólogos asumen que actualmente no existe peligro evidente por parte de Laacher See. En el contexto de la larga actividad volcánica en Eifel, la posibilidad de una erupción volcánica no puede descartarse de plano, aunque este no tiene por qué ser el caso en el área de Laacher See. Pasaron al menos 17 000 años entre la primera aparición de magma bajo Laacher See y su violenta erupción al final de la última edad de hielo. Comparado con estos largos períodos de tiempo, es muy probable una nueva erupción del volcán en los próximos milenios. En todo el este de Eifel, ha habido una erupción volcánica cada cinco a diez mil años de media durante los últimos 450.000 años, un período que claramente ha pasado desde la última erupción. 
Los acontecimientos recientes (por ej. terremotos locales en 2018) muestran una actividad leve que aumenta lentamente. Los expertos continúan monitoreando el desarrollo del volcán y han encontrado que la cámara de magma aún está intacta. El tiempo hasta la próxima erupción puede estimarse en cientos de años, o puede ser repentino e inesperado. El aumento de CO 2 sigue ahí.
Un estudio publicado en enero de 2019 ha sido capaz de detectar ocho secuencias de terremotos de baja frecuencia en cuatro cúmulos limitados espacialmente a una profundidad de entre 10 y 45 kilómetros desde 2013. Los científicos interpretan esto como una confirmación de la opinión predominante de que el volcán todavía está activo y que la cámara de magma se está llenando actualmente con el ascenso de magma desde el manto superior. Sin embargo, estos aún no son signos de actividad volcánica inminente. Actualmente se supone que después de una erupción, la cámara de lava debajo del Eifel tarda alrededor de 30.000 años en volver a llenarse.
La actividad más reciente en la región fue un enjambre sísmico el 28 de octubre de 2019 a las 23:17, con el epicentro del terremoto en Namedy, un distrito de Andernach, aproximadamente a 4 km de Laacher See. El enjambre consistió en al menos seis terremotos individuales con una magnitud máxima de 1,6. No mostró características de baja frecuencia profunda; por lo tanto, no se puede asignar directamente a procesos magmáticos.  
Un área justo al norte de Glees, al norte del lago Laacher, muestra claras tendencias de movimientos bruscos y temblores superficiales. Se puede encontrar un resumen del estado actual en un estudio que se refiere al peligro de los repositorios nucleares por eventos volcánicos.

## Consecuencias de la erupción
Los efectos más amplios de la erupción fueron limitados, ascendiendo a varios años de veranos fríos y hasta dos décadas de alteración ambiental en Alemania. Sin embargo, la vida de la población local, conocida como la cultura Federmesser, se vio interrumpida. Antes de la erupción, eran un pueblo escasamente distribuido que subsistía alimentándose y cazando, usando tanto lanzas como arcos y flechas. Según el arqueólogo Felix Riede, después de la erupción, el área más afectada, la cuenca de Turingia ocupada por la cultura Federmesser, parece en gran medida haberse despoblado, mientras que las poblaciones del suroeste de Alemania y Francia aumentaron. A su vez surgieron dos nuevas culturas, la Brommedel del sur de escandinavia y el Perstuniano del noreste de Europa. Estas culturas tenían un nivel más bajo de habilidades en la fabricación de herramientas que los Federmesser, particularmente los Bromme que parecen haber perdido la tecnología del arco y la flecha. En opinión de Riede, la disminución fue el resultado de la interrupción causada por el volcán Laacher See. 
Se discutió la erupción como una posible causa de la glaciación Dryas Reciente, un período de enfriamiento global cerca del final del último máximo glacial que pareció coincidir con el momento de la erupción de Laacher See. Sin embargo, una datación mejorada del inicio de la Dryas Reciente en Europa, publicada en 2021, mostró que comenzó unos 200 años después de la erupción, descartándolo como una posible causa.

## Reserva natural
El lago y sus alrededores fueron declarados reserva natural de Laacher See el 26 de abril de 1935, debido a su composición geológica y morfológica (un ejemplo único de vulcanismo posglacial en Eifel), por razones de historia natural, como hábitat de especies raras de plantas y aves en peligro de extinción y por su especial belleza y singularidad.

## Fauna
El Laacher See es un lago oligotrófico (pobre en nutrientes) que, a pesar de las emisiones de CO2, es rico en oxígeno y muy claro hasta grandes profundidades. La pesca está permitida y pueden hallarse diversas especies, especialmente el pez plateado (Coregonus fera (Thienemann), hoy Coregonus arenicolus ) del lago de Constanza, introducido por los monjes en el siglo XIX, que juega un importante papel económico en la zona y se han convertido en una especie propia del lago. También hay lucios, carpas, tencas y percas.

### Ostrácodos
Se examinaron en detalle los ostrácodos que viven en el agua del lago, así como las conchas fósiles de estos pequeños cangrejos que han sobrevivido en los sedimentos del lago.

## Economía y turismo
El Laacher See pertenece a las propiedades de la cercana abadía benedictina de Maria Laach, al igual que las tierras circundantes, la industria pequera y el Seehotel Maria Laach . Se utiliza como área recreativa local para nadar, navegar, caminar y acampar. También existen el club de vela Laacher See Mayen (SCLM) y el club de surf Laacher See, y la comunidad de corredores de Laacher See usa sus orillas y el área circundante como coto de caza. El camping Laacher See y un campo de minigolf también se encuentran en el lago. Además ubicado cerca de la abadía se encontraba el Centro Laach de Historia Natural y Microscopía, que se ocupaba de la historia natural del lago Laach y sus alrededores (cerrado permanentemente desde 2014). El Naturfreundehaus Laacherseehaus también se encuentra en la carretera hacia Mendig. El acceso público al lago es gratuito.

El  Deutsche Vulkanmuseum Lava-Dome (Museo Alemán de Volcanes) se encuentra en Mendig. Es la atracción central del Vulkanpark, que, con sus más de veinte lugares de interés, se extiende por todo el este de Eifel. El Laacher See también pertenece al Geoparque Nacional Laacher See.

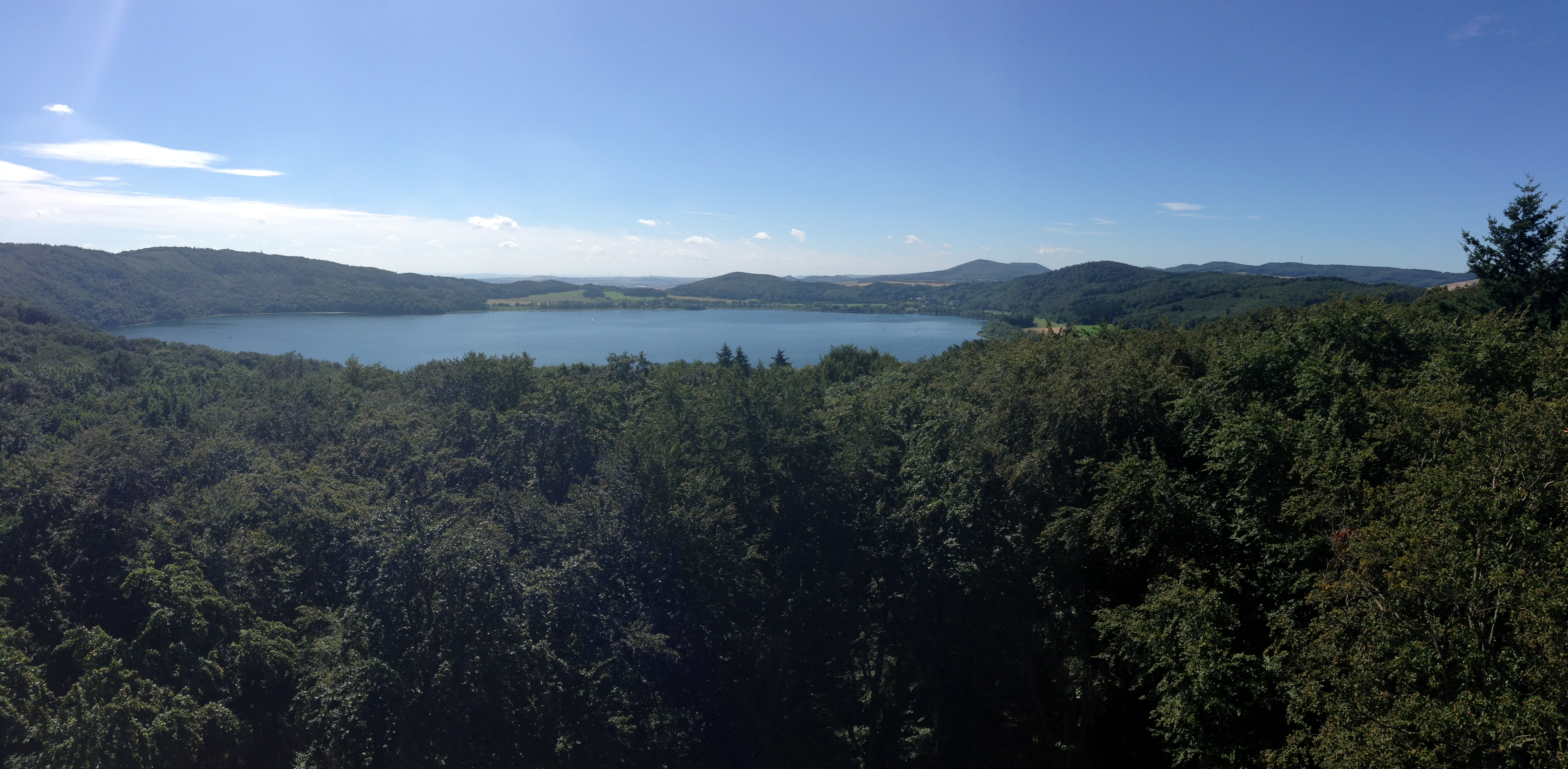
Vista desde el Lydiaturm del Laacher See (2016)

## Colegio jesuita
En enero de 1863, la Compañía de Jesús adquirió la propiedad del monasterio y desarrolló una actividad de construcción en Laacher See con un nuevo Collegium Maximum en territorio alemán, hasta que la Ley Jesuita Prusiana de julio de 1872 puso fin a esto. Entre 1870/71 un gran edificio de estilo neoclásico de 80 metros de largo y 10 de ancho y con dos plantas y media de altura, fue erigido como casa de convalecencia para un centenar de estudiantes jesuitas. Durante el año que estuvo en uso, hubo varias muertes nocturnas asociadas con la liberación de gas de dióxido de carbono de origen volcánico. Después de que los jesuitas se fueran, a partir de 1892, los benedictinos ya no usaron el edificio y acabó deteriorandose. Los últimos restos del muro fueron demolidos en 1921 y las piedras fueron transportadas a través del lago congelado hasta el monasterio, donde se usaron para construir edificios agrícolas para la abadía de Maria Laach.  

## Accidente aéreo
Ha habido varios accidentes aéreos sobre el área del lago. Uno se produjo el 29 de agosto de 1942, cuando un avión bombardero Halifax británico de cuatro motores de la Segunda Guerra Mundial naufragó y sus restos se encuentran en el fondo del lago en la parte occidental y se cree que posiblemente otro avión naufragado se encuentre cerca del alquiler de botes próximo a la costa. Todavía fue visible hasta los primeros años de la posguerra, hasta que se hundió más en las profundidades. El 27 de abril de 2007 la abadía anunció que debido al riesgo de explosión de cualquier bomba con detonadores de largo plazo, el municipio de Brohltal en Niederzissen, por decreto del 30 de marzo de 2007, no se otorgaría permisos para buceo, tráfico de embarcaciones, natación y pesca deportiva en el área. Del 2 al 20 de junio de 2008, se llevó a cabo una operación de buceo bajo el liderazgo del grupo de buceo del servicio de limpieza de artefactos explosivos de Renania-Palatinado, para explorar cualquier posible peligro. Se recuperaron fragmentos individuales de la aeronave, pero no se encontraron los restos del naufragio ni las bombas. Las inmersiones se realizaron en condiciones de visibilidad muy difíciles (oscuridad, materia en suspensión), por lo tanto no está claro si hay alguna bomba en los restos del avión o en sus inmediaciones. No se puede descartar que aún queden residuos de aceite hidráulico y combustible en el pecio (según testimonios presenciales, el avión se estrelló contra el lago mientras estaba en llamas).

## La leyenda del castillo hundido
Las viejas leyendas hablan de un castillo que se dice que se encontraba en una isla en Laacher See. Allí vivía un conde que trataba con tiranía a sus subordinados. Un día, después de una tormenta apocalíptica, la isla, junto con el castillo y el malvado conde, se hundieron en el lago. La leyenda inspiró a Friedrich Schlegel a escribir su poema El castillo hundido.